# Кембридж, Джордж, 2-й маркиз Кембриджский
Джордж Фрэнсис Хью Кембридж (англ. George Francis Hugh Cambridge; 11 октября 1895, Гровенор Хауз, Лондон, Великобритания — 16 апреля 1981, Литтл Абингтон, Кембриджшир, Великобритания) — британский аристократ, 2-й маркиз Кембриджский, 2-й граф Элтем и 2-й виконт Норталлертон с 1927 года. Племянник королевы Марии Текской.

## Биография
Джордж Фрэнсис Хью родился 11 октября 1895 года в Лондоне в семье Адольфа Текского и Маргарет Гровенор. Его отец, офицер британской армии, принадлежал к Текскому дому — побочной ветви Вюртембергского дома. По линии матери Адольф Текский приходился правнуком королю Великобритании Георгу III, а его сестра Мария Текская была женой британского принца Джорджа, герцога Йоркского (с 1910 года короля Георга V). Новый член Текского дома появился на свет в Гровенор Хаузе, резиденции его деда по матери Хью Гровенора, герцога Вестминстера.
Изначально мальчика звали Джордж (Георг) фон Тек. В 1900 году, после смерти деда, он стал наследником титула герцога Текского как старший сын своего отца. В 1917 году все члены королевской семьи отказались от немецких фамилий и титулов. В результате Текские стали Кембриджами, и глава семьи получил титул маркиз Кембриджский, а Джордж — титул учтивости граф Элтем. Он учился в Итоне и в Магдален-колледже в Оксфорде, во время Первой мировой войны состоял в резервном полку лёгкой гвардии, позже был капитаном в Лондонском полку и у шропширских йоменов. Кембридж закончил службу во время Второй мировой войны в звании майора.
В 1927 году, после смерти отца, Джордж занял место в Палате лордов как 2-й маркиз Кембриджский. В том же году он стал рыцарем-командором Королевского Викторианского ордена, а в 1935 году — кавалером Большого креста этого ордена.
Маркиз умер 16 апреля 1981 года в Литл Абингтоне (Кембриджшир).

## Семья
10 апреля 1923 года Джордж Кембридж женился на Доротее Изабелле Вестенре Гастингс, дочери Осмунда Гастингса и Каролины Тарратт, внучке 13-го графа Хантингдона. В этом браке родилась только одна дочь, Мэри Илона Маргарет (24 сентября 1924 — 13 декабря 1999), жена Питера Уитли.
Из-за отсутствия мужских потомков титулы маркиза Кембриджского, графа Элтема и виконта Норталлертона после смерти Джорджа вернулись короне.